# Галеотти, Анри-Гийом
Анри-Гийом Галеотти (фр. Henri-Guillaume Galeotti; 1814—1858) — бельгийский ботаник французского происхождения.

## Биография
Анри-Гийом Галеотти родился 10 сентября 1814 года в Париже. Учился географии и биологии в Брюссельском географическом училище. В 1835 году окончил Училище с диссертацией по географии Брабанта. Затем Галеотти отправился в Мексику, где собирал и определял образцы растений. В 1840 году он вернулся в Бельгию и стал работать в питомнике под Брюсселем. Также он переписывался с Мартином Мартенсом, с которым они вместе определяли и описывали образцы растений, привезённых из Мексики. В 1852 году Галеотти был назначен главным редактором журнала Journal d'Horticulture Pratique. В 1853 году он стал директором Брюссельского ботанического сада. В 1857 году начал издаваться журнал Ботанического сада Bulletin de la Société Royale d’Horticulture de Belgique et du Jardin botanique de Bruxelles. Анри-Гийом Галеотти скончался в 1858 году.

## Роды, названные в честь А.-Г. Галеотти
- Galeottia A.Rich., 1845
- Galeottiella Schltr., 1920